# Comitê Olímpico Chinês
O Comitê Olímpico Chinês (chinês simplificado: 中国奥林匹克委员会; chinês tradicional: 中國奧林匹克委員會; pinyin: Zhōngguó Àolínpǐkè Wěiyuánhuì) representa a República Popular da China nos eventos e assuntos relacionados ao Movimento Olímpico.